# Lai tänav (Tartu)
La rue Large (estonien : Lai tänav) est une rue de Tartu en Estonie.

## Présentation
La rue Lai tänav part de Toomemägi, se dirige vers le nord-est et se termine en croisant Vabaduse puiestee à proximité de l’Emajõgi. 
Lai tänav est une rue sinueuse typique de la vieille ville, elle est située dans la zone de protection du patrimoine de Tartu.
Elle mesure environ 610 m de long
La rue Lai tänav croise les rues Jakobi tänav et Kloostri tänav sur la gauche et les rues Jaani tänav, Rüütli tänav et Magasini tänav sur la droite.
La rue Lai tänav est aujourd'hui une rue de transit importante, car les véhicules venant de Tallinn arrivent à Tartu par la rue Jakobi tänav.

## Lieux et bâtiments

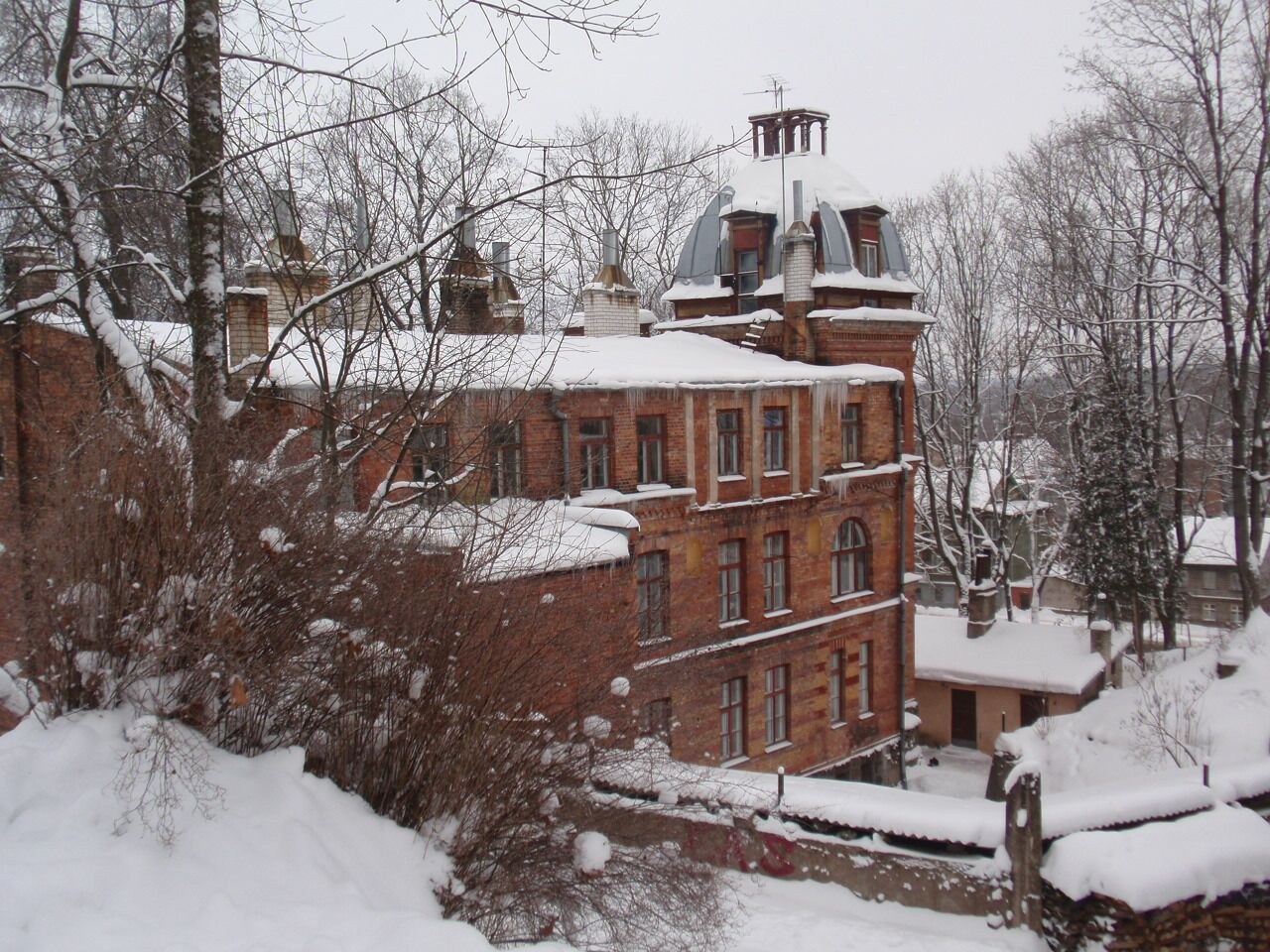
Lai 1, maison d'Ado Grenzstein
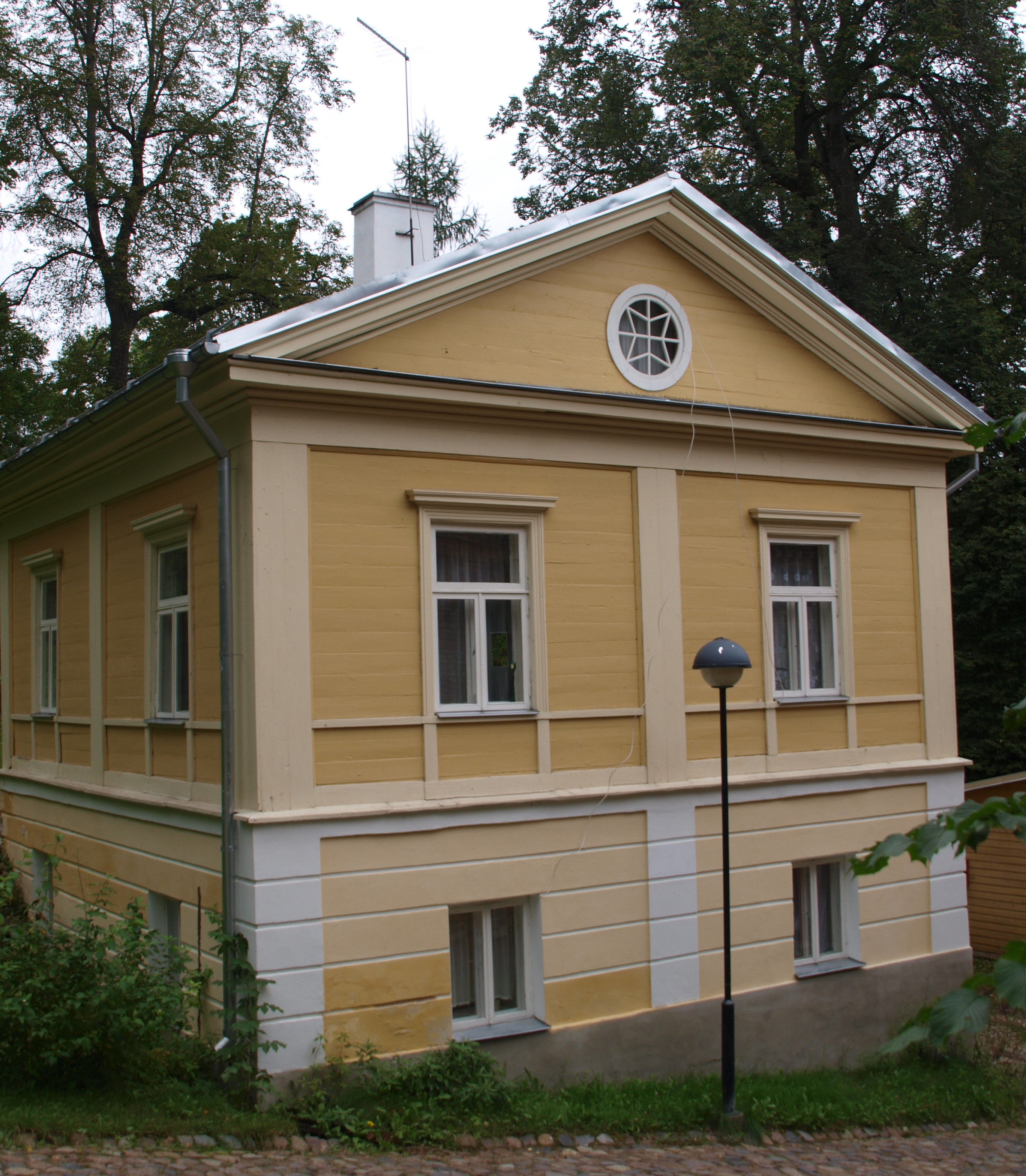
Lai 2, ancienne résidence des gardes du Toomemägi
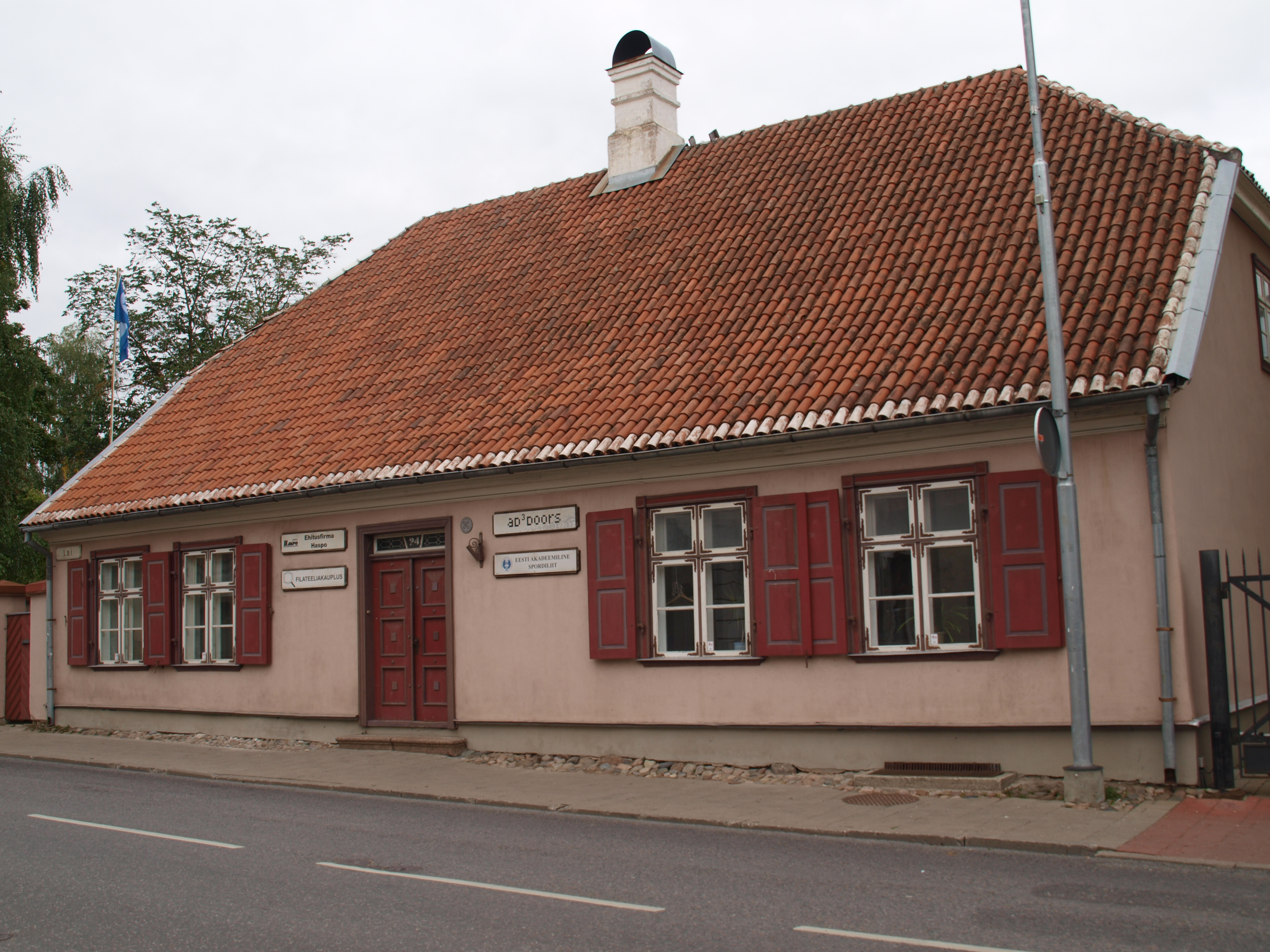
Lai 24
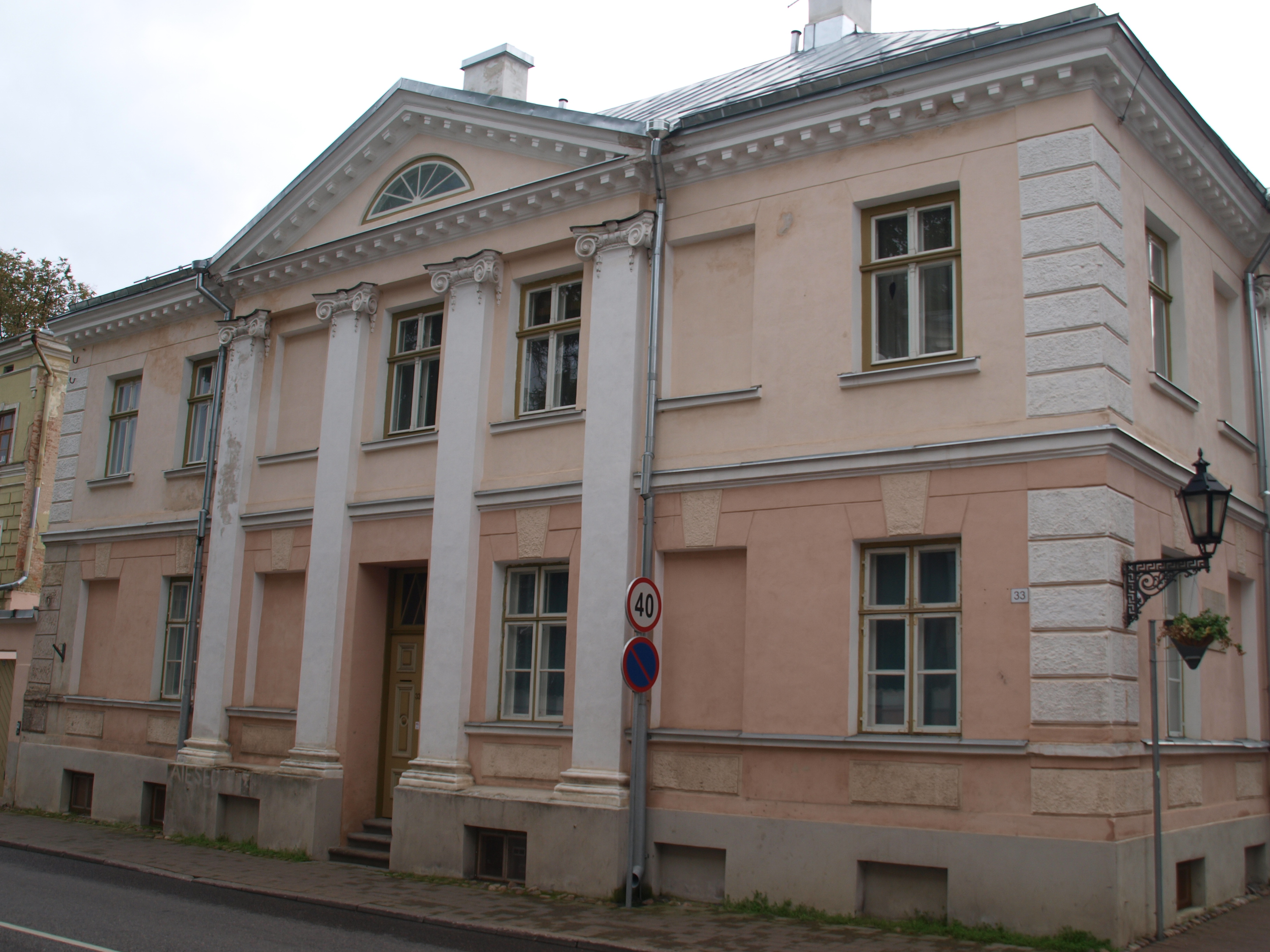
Lai 33
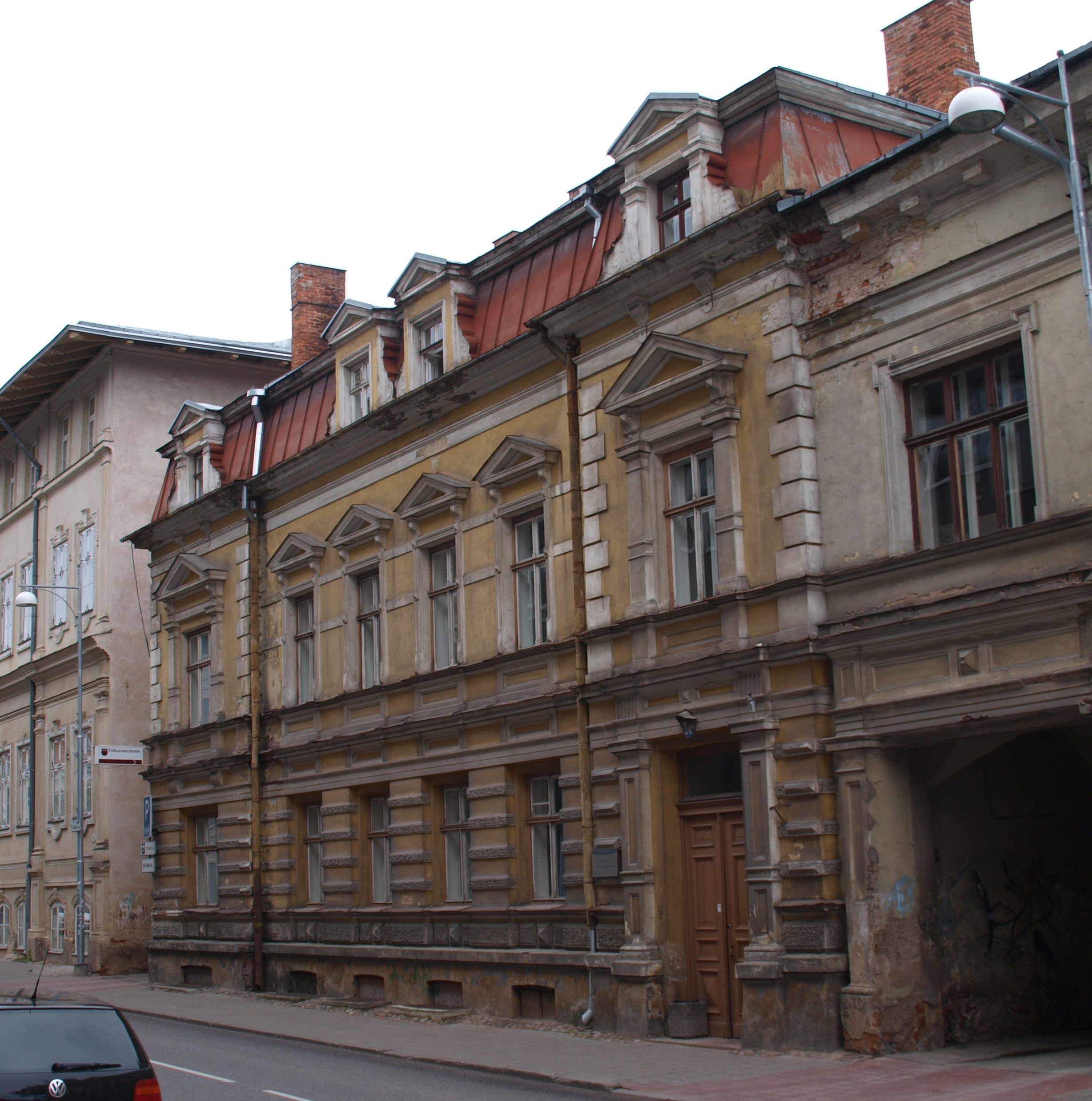
Lai 34
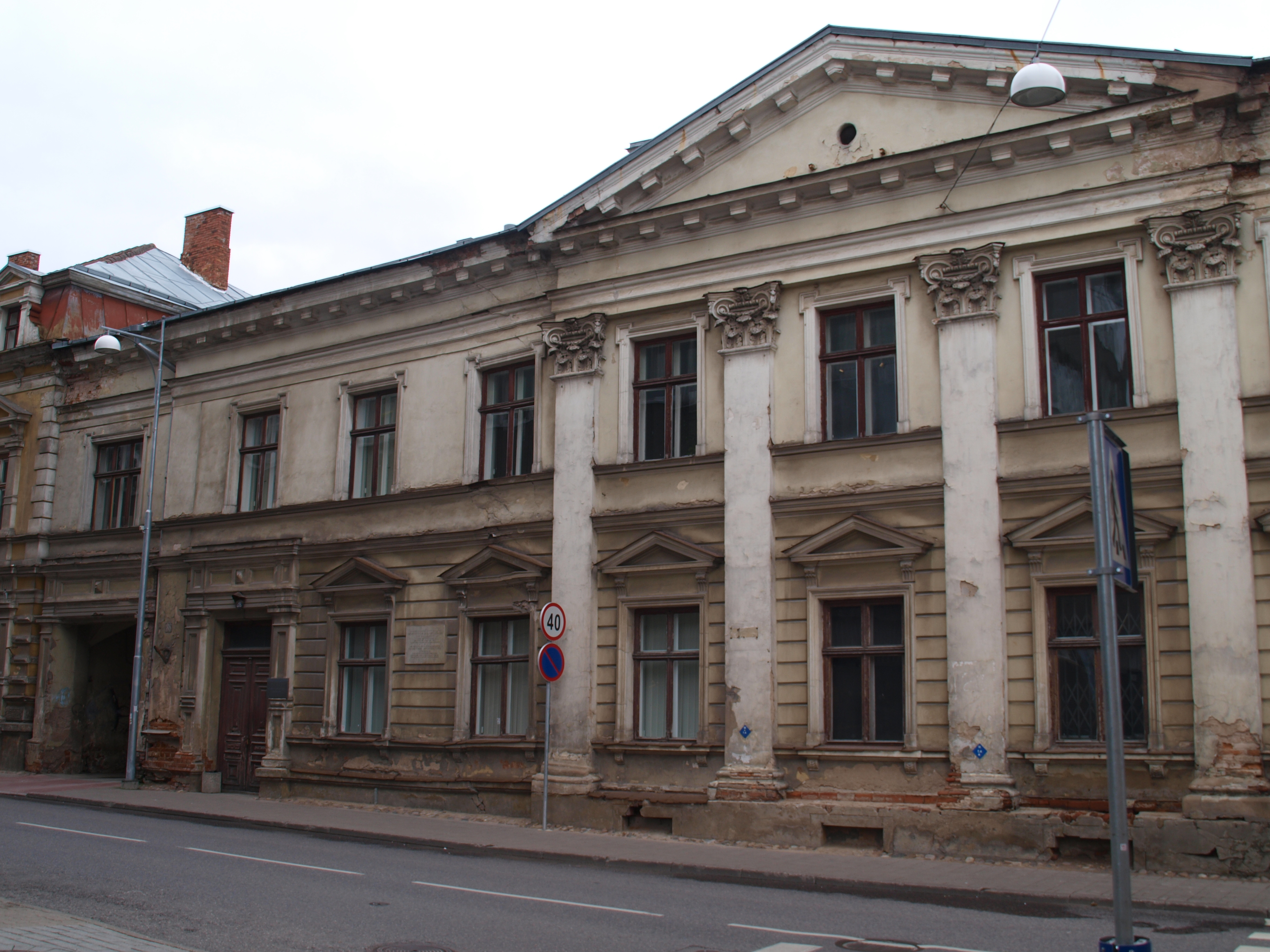
Lai 36
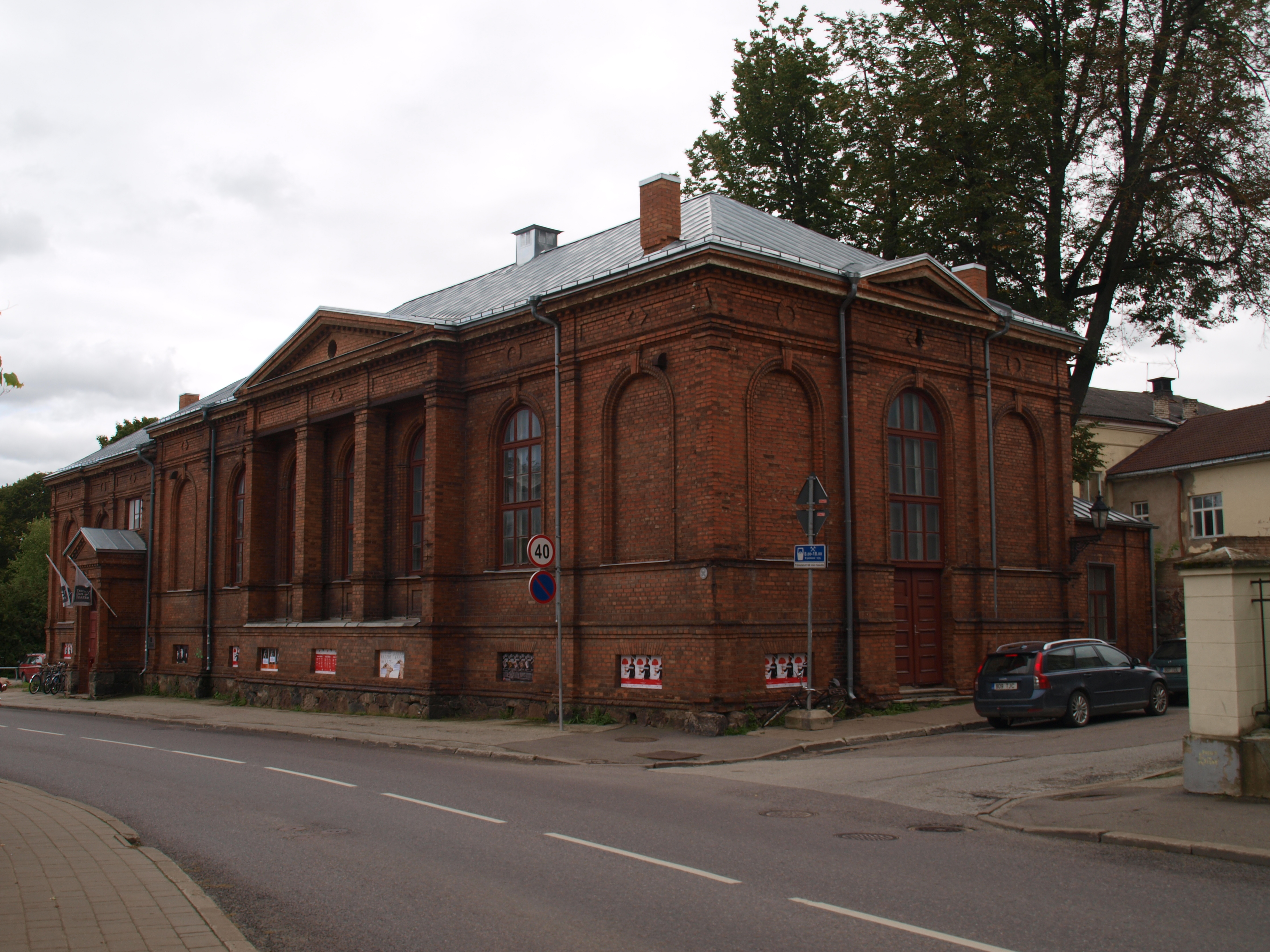
Lai 37, Nouveau théâtre de Tartu
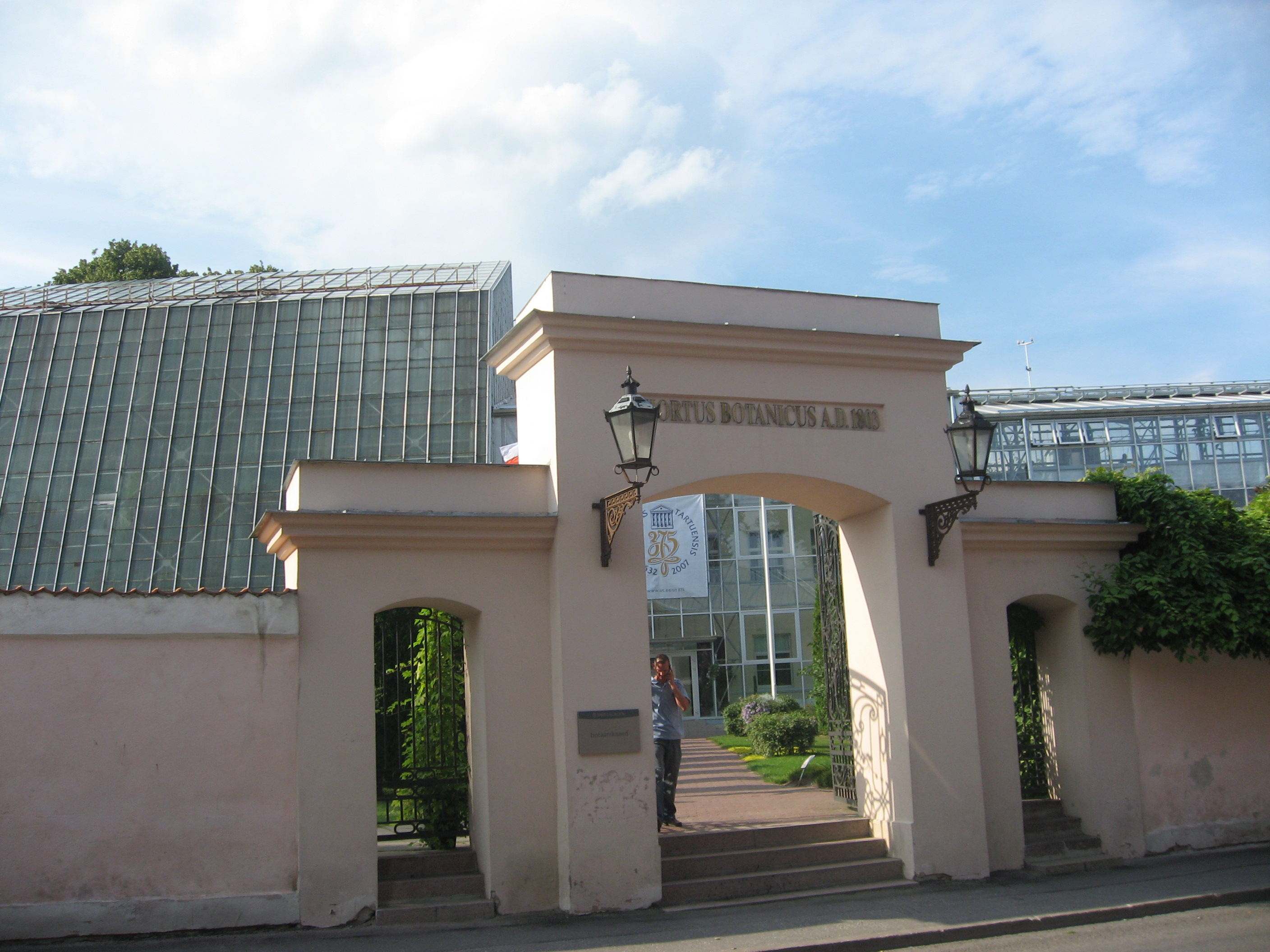
Lai 38, Jardin botanique